# Herophydrus ignoratus
Herophydrus ignoratus is een keversoort uit de familie waterroofkevers (Dytiscidae). De wetenschappelijke naam van de soort is voor het eerst geldig gepubliceerd in 1933 door Gschwendtner.